# أحمد خيري (لاعب كرة يد)
أحمد خيري (مواليد 15 سبتمبر 1994) هو لاعب كرة يد مصري للأهلي والمنتخب المصري.
شارك في بطولة العالم لكرة اليد للرجال 2017.